# Gunnar Brock
Gunnar Brock, född 1950 i Skövde, är en svensk ekonom och företagsledare.

## Utbildning
Brock avlade ekonomexamen vid Handelshögskolan i Stockholm och erhöll titeln civilekonom.

## Karriär
Brock arbetade inom Tetra Pak från 1974 till 1992, och var verkställande direktör och koncernchef för Alfa Laval-gruppen från 1992 till 1994 samt därefter VD och koncernchef för Tetra Pak-gruppen från 1994 till 2000. Han var därefter VD för Thule samt VD och koncernchef för Atlas Copco-gruppen från 1 juli 2002 till 31 maj 2009.

## Utmärkelser
- Ledamot av Kungliga Ingenjörsvetenskapsakademien, invald år 2000
- H.M. Konungens medalj i 12:e storleken med Serafimerordens band (2015)